# Melbourne Challenger

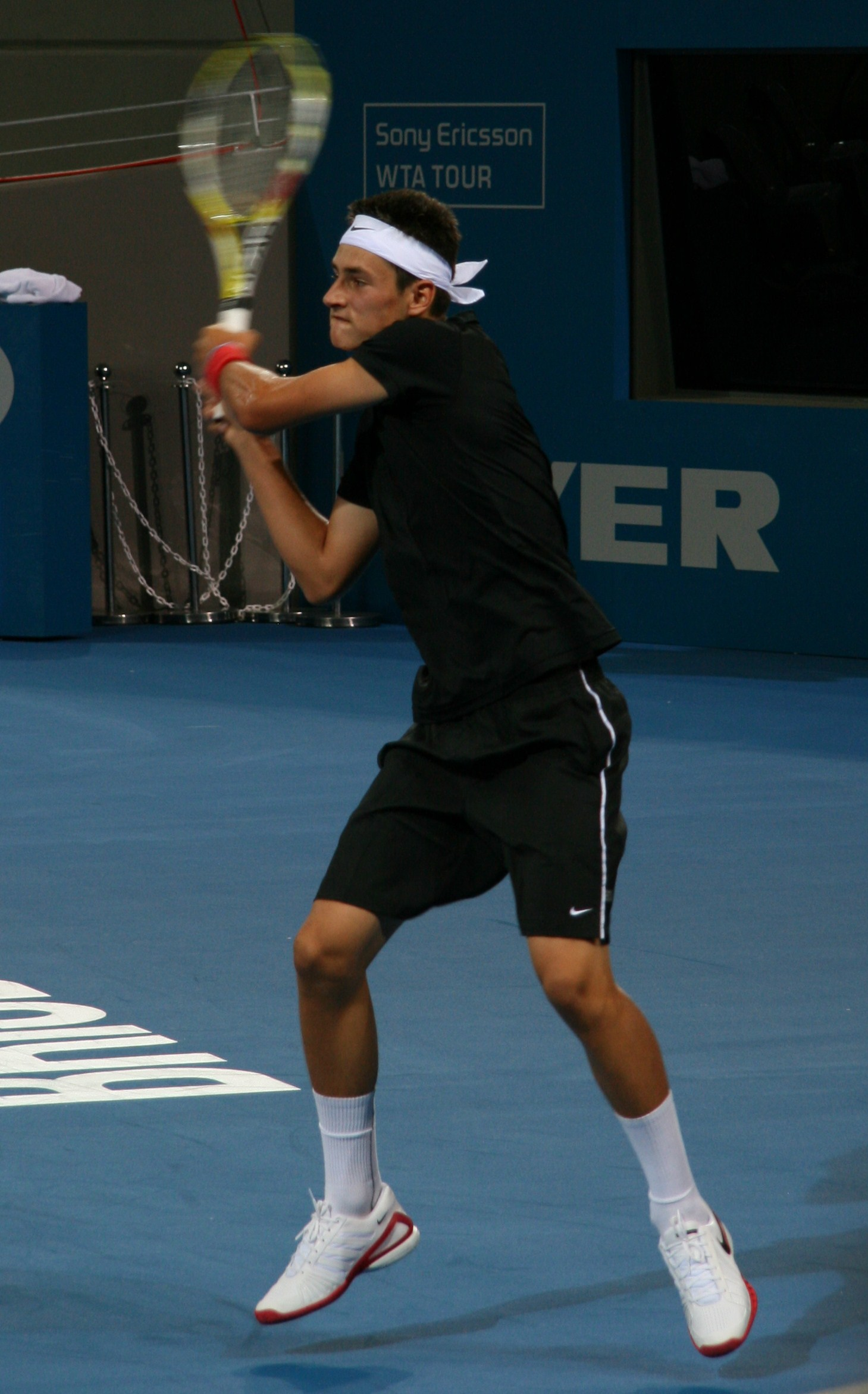
Bernard Tomic ganó su primer título de la categoría ATP Challenger Tour en la modalidad de individuales del año 2009

El  Melbourne Challenger  es un torneo de tenis celebrado en Melbourne, Australia desde el año 2009. No se han disuptado las ediciones de los años 2010 - 2012, por lo que esta es la segunda edición del torneo. El evento forma parte del ATP Challenger Tour y se juega en canchas duras.

## Finales anteriores

### Individuales
| Año                      | Campeón       | Finalista         | Resultado     |
| ------------------------ | ------------- | ----------------- | ------------- |
| 2013                     | Matthew Ebden | Tatsuma Itō       | 6-3, 5-7, 6-3 |
| 2010-2012: No se disputó |               |                   |               |
| 2009                     | Bernard Tomic | Marinko Matosevic | 5-7, 6-4, 6-3 |

### Dobles
| Año                      | Campeones                             | Finalistas                   | Resultado       |
| ------------------------ | ------------------------------------- | ---------------------------- | --------------- |
| 2013                     | Thanasi Kokkinakis Benjamin Mitchell  | Alex Bolt Andrew Whittington | 6-3, 6-2        |
| 2010-2012: No se disputó |                                       |                              |                 |
| 2009                     | Sanchai Ratiwatana Sonchat Ratiwatana | Chen Ti Danai Udomchoke      | 7-65, 5-7, 10-7 |